# توماس دکر
توماس دکر (هلندی: Thomas Dekker؛ زادهٔ ۶ سپتامبر ۱۹۸۴) دوچرخه‌سوار اهل هلند است.